# Lokrur

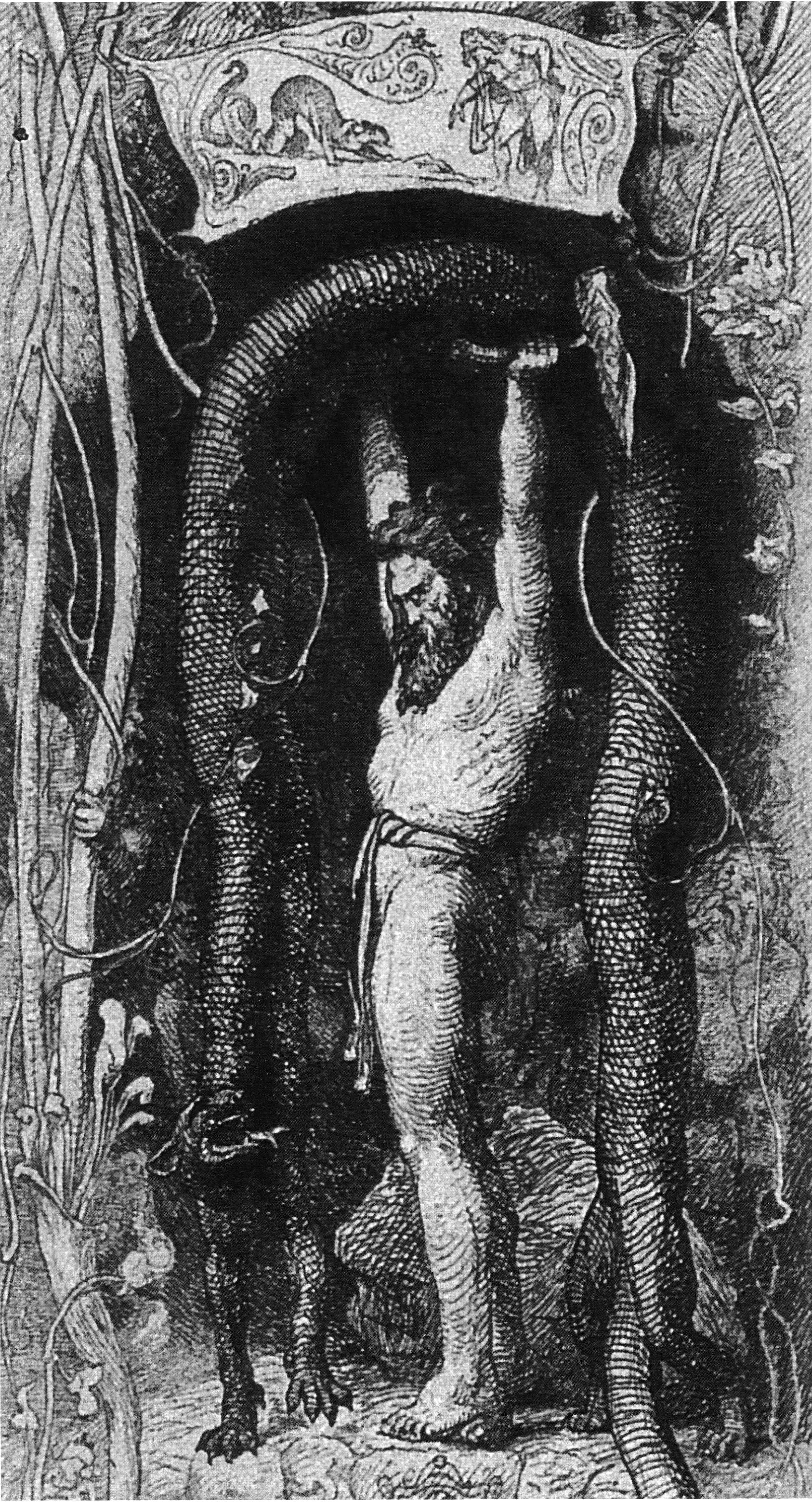
Tor misslyckas med att lyfta Utgårda-Lokes katt som i själva verket är Midgårdsormen. Lorenz Frölich, 1872.

Lokrur är en isländsk rimacykel från omkring år 1400. Dikten består av fyra rimor, alla på versmåttet ferskeytt. (Första riman har dock varianten stafhent, med parvisa rim.) Ingen av rimorna har någon inledande mansöngr, även om ansatser därtill kan skönjas i rimornas början och slut. Första riman inleder sålunda med att berätta att den är tillägnad en kvinna (vars namn ej nämns). På sista rimans sista rad får vi veta att dikten heter Lokrur; ett namn som är avlett av Loke. Vem författaren var omtalas inte. Dikten har bevarats i den medeltida handskriften Staðarhólsbók (AM 604 g 4°) och är en avskrift av ett nu förlorat original. Efter strof 26 i tredje riman finns en lakun där avskrivaren av allt att döma har glömt bort någon strof.
Handlingen i Lokrur följer helt Snorre Sturlassons skildring av Tors färd till Utgårda-Loke, som finns i Gylfaginning, kapitlen 44-47. I första riman berättas hur Tjalve (Þjálfi) och Röskva blir Tors tjänare. Andra riman redogör för deras möte med jätten Skrymer, som Tor tre gånger försöker dräpa med sin hammare utan att jätten ens lägger märke till det. Tredje riman utspelar sig i Utgård, där jättarna sätter Tor och hans ressällskap på prov för att se om de duger något till. Till och med Tor misslyckas i dessa prov, vilket får sin förklaring i slutet på fjärde riman: Jättarna hade förvänt synen på sina gäster. När Tor misslyckades med att tömma ett dryckeshorn i tre drag, så hade hornet sin spets i havet som märkbart sänktes. När han inte ens mäktade lyfta jättarnas huskatt för att den sköt rygg för högt, så var det Midgårdsormen han höll i, och den förlorade nästan sitt fäste om jorden. När han inte heller kunde besegra Utgårda-Lokes skröpliga "fostermor" i brottning, så var det Ålderdomen han kämpat mot och hon fick honom inte på fall – bara på knä. Synvändor var det också som hade räddat jätten Skrymer: Hammarslagen mot hans huvud hade i verkligheten krossat berg och skapat djupa dalar i marken.
Huruvida det är Snorres skildring som är förlaga eller om båda berättelserna går tillbaka på en gemensam, nu förlorad, källa är naturligtvis omöjligt att veta. Innehållsligt är båda berättelserna identiska. Men Lokrur är ofta mer utbroderad med roande smådetaljer som saknas hos Snorre. Inte minst gäller det den andra rimans humoristiska beskrivning av den dryge jätten Skrymer, som ögonskenligen inte fattar att Tor försöker mörda honom.